# John David Washington
Pour les articles homonymes, voir Washington.
John David Washington, né le 28 juillet 1984 à Los Angeles (Californie), est un acteur et ancien joueur de football américain.
Il apparait pour la première fois au cinéma à l'âge de neuf ans dans le film biographique Malcolm X de Spike Lee dans lequel son père, Denzel Washington tient le rôle principal. De 2005 à 2012, il mène une carrière de joueur de football américain avant de revenir à ses premières amours : le cinéma quelques années plus tard.
Il acquiert une renommée internationale grâce au film de science-fiction : Tenet de Christopher Nolan, en 2020. Il change de registre l'année suivante grâce au drame Malcolm et Marie de Sam Levinson aux côtés de la chanteuse et actrice Zendaya.

## Biographie
John David Washington naît dans le quartier de Toluca Lake à Los Angeles. Il est l’aîné des quatre enfants de l'acteur Denzel Washington et de la chanteuse/actrice Pauletta Washington (née Pearson).
Il fréquente ensuite la Campbell Hall School (en) de Los Angeles. Il y pratique le football américain, le basket-ball et l'athlétisme. Il en sort diplômé en 2002.

### Carrière sportive
Il intègre ensuite l'université de Morehouse College et joue pour l'équipe de football américain universitaire, laquelle évolue en Conférence SIAC (en) au sein de la Division II de la NCAA. Il évolue au poste de running back et établit lors de son année senior (saison 2005), un record de l'université avec 1 198 yards avec une moyenne de 5,6 yards par course en inscrivant 9 touchdowns, auquel on peut ajouter 69 yards gagnés en 10 réceptions. Il est le meilleur running back de la saison 2005 de la conférence SIAC.
Non sélectionné lors de la draft 2006 de la NFL, il signe pour les Rams de Saint-Louis le 1er mai 2006 comme agent libre mais ne participe à aucun match officiel de cette franchise NFL. Il est libéré le 31 août 2007. Il joue ensuite en NFL Europa pendant l'intersaison avec les Rhein Fire de Düsseldorf en Allemagne.
Il est ensuite choisi lors de la draft 2009 de la United Football League par les Redwoods de Californie (futurs Mountain Lions de Sacramento) où il joue pendant quatre saisons jusqu'à l’arrêt de la ligue en 2012,.

### Carrière d'acteur

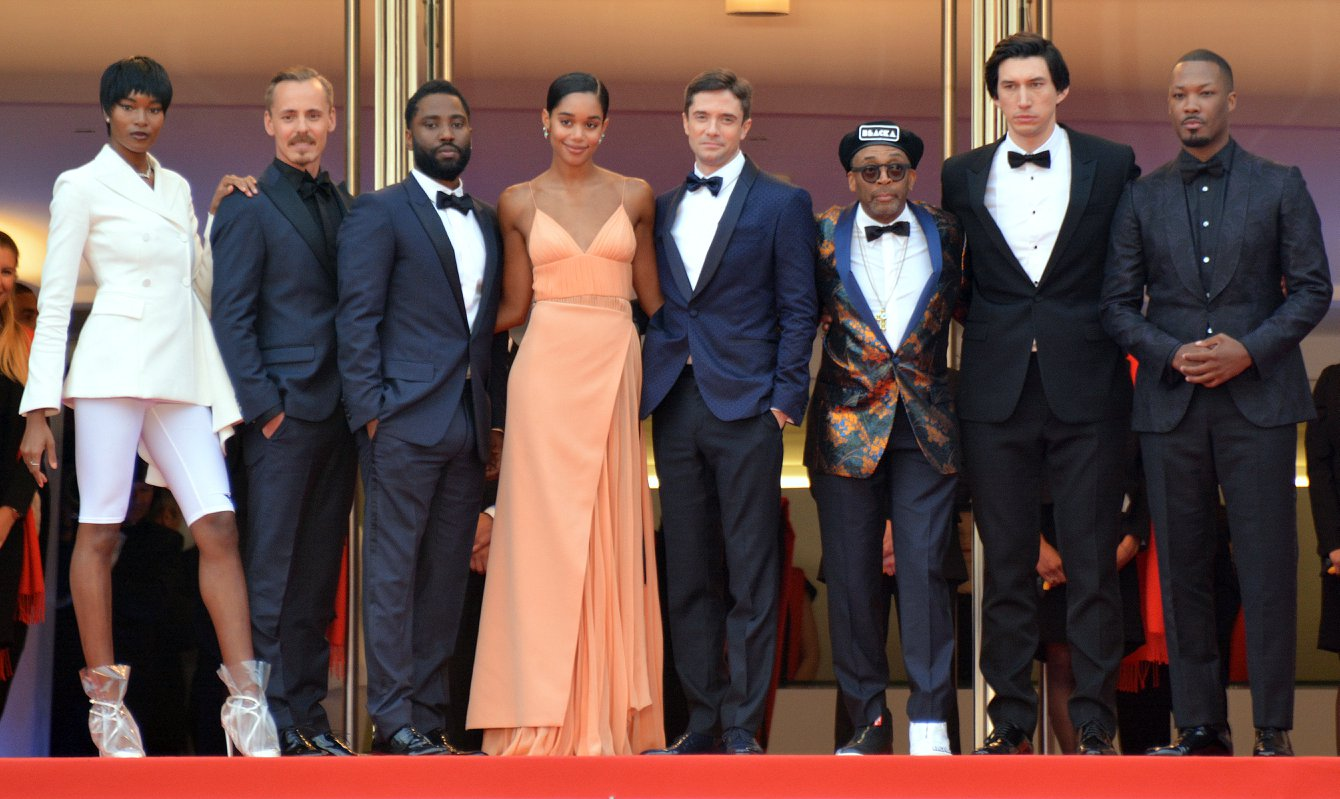
Présentation de BlacKkKlansman au Festival de Cannes 2018.

À l'âge de 9 ans, il incarne un élève dans le film Malcolm X de Spike Lee dans lequel son père tient le rôle-titre.
Dès 2015, il tient l'un des rôles principaux de la série télévisée Ballers diffusée sur HBO. Il tient ensuite divers rôles, notamment dans Love Beats Rhymes du rappeur RZA.
En 2018, il incarne le premier rôle de BlacKkKlansman : J'ai infiltré le Ku Klux Klan de Spike Lee, présenté en compétition au festival de Cannes 2018 et qui le révèle au grand public. Le film remporte le Grand Prix. John David Washington est par ailleurs nommé au Golden Globe du meilleur acteur dans un film dramatique pour son interprétation de Ron Stallworth.
En 2020, il tient le rôle principal dans deux films, tout d'abord dans Tenet, film d'action signé Christopher Nolan aux côtés de Robert Pattinson, Elizabeth Debicki, Kenneth Branagh, Aaron Taylor-Johnson ou encore Michael Caine ; mais aussi dans Beckett, un thriller italien aux côtés d'Alicia Vikander et Boyd Holbrook.
En 2021, il partage l'affiche du drame Malcolm & Marie de Sam Levinson où il donne la réplique à Zendaya. Le film a été tourné pendant le confinement.
En 2022, il est à l’affiche de Amsterdam de David O. Russell où il partage l'affiche avec Christian Bale et Margot Robbie ainsi que Rami Malek, Chris Rock, Michael Shannon, Anya Taylor-Joy, Taylor Swift et Robert De Niro.

## Filmographie
Sauf indication contraire, les informations mentionnées dans cette section peuvent être confirmées par la base de données cinématographiques IMDb,  présente dans la section « Liens externes ».

### Cinéma
- 1992 : Malcolm X de Spike Lee : un élève à Harlem
- 2017 : Love Beats Rhymes de RZA : Mahlik
- 2018 : Monster d'Anthony Mandler : Richard « Bobo » Evans
- 2018 : Monsters and Men de Reinaldo Marcus Green : Dennis
- 2018 : BlacKkKlansman : J'ai infiltré le Ku Klux Klan (BlacKkKlansman) de Spike Lee : Ron Stallworth
- 2018 : The Old Man and The Gun de David Lowery : lieutenant Kelley
- 2020 : Tenet de Christopher Nolan : Le Protagoniste
- 2020 : Beckett de Ferdinando Cito Filomarino : Beckett
- 2021 : Malcolm & Marie de Sam Levinson : Malcolm
- 2022 : Amsterdam de David O. Russell : Harold Woodsman
- 2023 : The Creator de Gareth Edwards : le sergent Joshua Taylor
- 2024 : The Piano Lesson de Malcolm Washington : Boy Willie

### Télévision
- 2015-2019 : Ballers (série télévisée) : Ricky Jerret

## Distinctions

### Récompenses
- African-American Film Critics Association Awards 2018 : meilleur acteur pour BlacKkKlansman : J'ai infiltré le Ku Klux Klan
- Hollywood Film Awards 2018 ; meilleur espoir masculin pour BlacKkKlansman : J'ai infiltré le Ku Klux Klan
- Festival international du film de Santa Barbara 2019 : Lauréat du Prix Virtuoso pour BlacKkKlansman : J'ai infiltré le Ku Klux Klan
- Saturn Awards 2021 : Meilleur acteur pour Tenet

### Nominations
- Chicago Film Critics Association Awards 2018 : acteur le plus prometteur pour BlacKkKlansman : J'ai infiltré le Ku Klux Klan
- Detroit Film Critics Society Awards 2018 : meilleur acteur pour BlacKkKlansman : J'ai infiltré le Ku Klux Klan
- Dublin Film Critics Circle Awards 2018 : meilleur acteur pour BlacKkKlansman : J'ai infiltré le Ku Klux Klan
- NAACP Image Awards 2018 : Meilleur acteur dans un second rôle dans une série télévisée comique pour Ballers
- Indiana Film Journalists Association Awards 2018 :
  - Meilleur espoir masculin pour BlacKkKlansman : J'ai infiltré le Ku Klux Klan
  - Meilleure distribution pour BlacKkKlansman : J'ai infiltré le Ku Klux Klan partagé avec Adam Driver, Laura Harrier, Topher Grace, Corey Hawkins et Harry Belafonte
- NAACP Image Awards 2019 :
  - Meilleur acteur dans un second rôle dans une série télévisée comique pour Ballers
  - Meilleur acteur pour BlacKkKlansman : J'ai infiltré le Ku Klux Klan
  - Meilleur espoir masculin pour BlacKkKlansman : J'ai infiltré le Ku Klux Klan
- Online Film & Television Association Awards 2019 : meilleure distribution pour BlacKkKlansman : J'ai infiltré le Ku Klux Klan
- Online Film Critics Society Awards 2019 : meilleur acteur pour BlacKkKlansman : J'ai infiltré le Ku Klux Klan
- Satellite Awards 2019 : Meilleur acteur dans un film musical ou une comédie pour BlacKkKlansman : J'ai infiltré le Ku Klux Klan
- Screen Actors Guild Awards 2019 :
  - Meilleur acteur pour BlacKkKlansman : J'ai infiltré le Ku Klux Klan
  - Meilleure distribution pour BlacKkKlansman : J'ai infiltré le Ku Klux Klan
- Golden Globes 2019 : Meilleur acteur dans un film dramatique pour BlacKkKlansman : J'ai infiltré le Ku Klux Klan
- People's Choice Awards 2020 : Star masculin préférée pour Tenet
- Critics' Choice Super Awards 2021 : meilleur acteur oour Tenet

## Voix francophones
En France, Namakan Koné et Jean-Baptiste Anoumon sont les voix françaises en alternance de l'acteur. Le premier le double notamment dans Ballers, Tenet, Amsterdam et The Creator tandis que le second lui prête sa voix dans BlacKkKlansman, Monster et Malcolm et Marie.
À titre exceptionnel, il est doublé par Diouc Koma dans Beckett qu'il retrouve en 2024 dans The Piano Lesson.